# Hoffmann (motorfiets)
Hoffmann is een historisch merk van scooters en motorfietsen.
De bedrijfsnaam was: Hoffmann-Werke, Lintorf, Bezirk Düsseldorf.

## Geschiedenis
Jakob Oswald Hoffmann (1896 - 1972) richtte eind 1929 zijn eerste eigen bedrijf op, een rijwielgroothandel in zijn geboortestad Düsseldorf. Door de Grote Depressie bleef dit bedrijf niet lang bestaan, maar in 1934 kocht Hoffmann aandelen van de Solinger Fahrradfabrik van Franz Schaaf. In 1943 nam hij deze fabriek over. Omdat het een "modelfabriek" in het Nazi-tijdperk was, kreeg Hoffmann een onderscheiding van Adolf Hitler, maar de fabriek werd in 1944 platgebombardeerd. Omdat Hoffmann hier al bang voor was, had hij uit voorzorg al een bedrijfsruimte gehuurd in het plaatsje Gräfrath, 20 km van Solingen. De arbeidsomstandigheden waren hier erbarmelijk, maar de autoriteiten gedoogden dit omdat er anders helemaal geen werk was. Na de Duitse capitulatie moest Hoffmann op 8 mei 1945 zijn bedrijf sluiten.

## Hoffmann Vespa
Hoffmann zocht opnieuw emplooi voor zijn werknemers en kocht met de hulp van de koopman Behrens 6 hectare grond van de buizenfabriek Mannesmann in Lintorf (sedert 1.1.1975 onderdeel van de stad Ratingen bij Düsseldorf). Hier bouwde hij een nieuwe fabriek om fietsen te produceren, maar vanaf 1948 produceerde men er ook lichte motorfietsen met 100- tot 200 cc inbouwmotoren van Sachs en ILO. Net als Hans Glas werd Hoffmann in 1949 voor het eerst geconfronteerd met scooters. Glas ging zijn eigen modellen bouwen, maar Hoffmann sloot een overeenkomst met Enrico Piaggio om de Vespa scooter in licentie te gaan produceren. In september 1949 veranderde de naam "Solinger Fahrradfabrik" in "Hoffmann-Werke". In een nieuwe fabriekshal werden lopende banden geplaatst en een lakstraat en een plaatwerkerij ingericht. In 1951 werden 8343 Vespa's geproduceerd. Aanvankelijk hadden ze nog een Piaggio motor, maar later verwierf ILO de licentierechten en werd er dus een ILO blok met een Bing carburateur ingebouwd. In 1952 werden er al 11.801 scooters verkocht, in 1953 15.295. Er kon inmiddels ook een zijspan besteld worden, naar keuze voor personen- of goederenvervoer.

### Betrouwbaarheidsritten en "Professor Nachtfalter"
Hoffmann mocht contractueel niet veel aan de Vespa's wijzigen, maar hij besteedde veel aandacht aan promotie van zijn scooters, vooral ook als vervoermiddel voor dames. Daarvoor zette hij een fabrieksteam in bij de door de ADAC georganiseerde "Deutschlandfahrt" van 1950, maar ook bij betrouwbaarheidsritten. Er was zelfs een damesteam: Ilse Thouret en haar dochters Elga en Anneliese, in Duitsland bekend als het "Thouret-Trio". Vele tientallen Hoffmann-Vespa's figureerden in de film "Professor Nachtfalter", met muziek van Friedrich Schröder en met Johan Heesters in de hoofdrol. De scooters werden bijna uitsluitend bereden door vrouwen.

## Hoffmann Gouverneur
Door de goede scooterverkopen kon Hoffmann ook een nieuwe, eigen motorfiets ontwikkelen. Hij huurde hiervoor de gebroeders Richard en Xavier Küchen in. Zij hadden in de jaren twintig en -dertig naam gemaakt met hun eigen motorblokken die bij Bark in Dresden geproduceerd waren, en tientallen kleine Duitse merken gebruikten deze motoren. Voor Zündapp hadden ze de tweecilinder boxermotoren ontwikkeld. Zij bouwden een strak afgewerkte en modern ogende boxermotor van 250 cc die in de Hoffmann Gouverneur met cardanaandrijving werd gebouwd. In 1953 kwam deze op de markt, maar dit was het slechtst denkbare moment. De 250 cc versie zat namelijk vol technische fouten en was bovendien veel duurder dan een BMW R 25/2. Een 300 cc versie kon ook het tij niet keren, vanaf 1953 ging het bergafwaarts met Hoffmann waardoor ook de Gouverneur geen succes kon worden.

## Juridische strijd en faillissement
De scootermarkt was in 1953 verzadigd met modellen van Lambretta, (bij NSU in licentie geproduceerd), Goggo, en Zündapp (de Zündapp Bella). Bovendien leverden de modellen van deze concurrenten meer vermogen dan de Vespa's. Hoffmann en ILO mochten de motoren niet wijzigen en vroegen Piaggio om blokjes met meer vermogen. Piaggio leverde die wel, maar het bleken slechts "papieren pk's" te zijn: het vermogen van 4,5 pk was in de technische gegevens eenvoudig naar 5 pk afgerond.

### Juridische strijd met Piaggio
Daarop liet Hoffmann de ILO blokjes tot 5 echte pk's opvoeren. Het "Modell 1954" kreeg dit motortje, maar nu werd ook het uiterlijk veranderd; de koplamp, die op het voorspatbord zat, verhuisde naar het stuur en op het spatbord verscheen een mistlamp. Er kwam ook een luxe versie van, de "Hoffmann Vespa Königin", met veel chroom en goudkleurige lak. Piaggio was het hier niet mee eens en trok de licentie van Hoffmann in. Hoffmann schakelde een bedrijfsadvocaat in, maar Piaggio stopte de onderdelenlevering waardoor er een einde kwam aan de Hoffmann scooterproductie. Piaggio wilde de scootermarkt in Duitsland behouden en sloot direct een contract met Messerschmitt. Dat bedrijf was net als Piaggio een voormalig vliegtuigbouwer met een productieverbod, dat grote verliezen leed op de productie van de eigen dwergauto, de "Messerschmitt Kabinenroller".

### Juridische strijd met ISO en BMW
Hoffmann had in 1953 het plan opgevat zich te storten op de markt van dwergauto's. Hij toonde op de motorbeurs van Parijs een prototype van zijn "Autoroller", en het leek meteen een succes te worden; er werden er 800 besteld. De Autoroller leek wel erg veel op de Isetta, die door het Italiaanse bedrijf ISO was gebouwd. De Isetta had één deur aan de voorkant, maar Hoffmann maakte een zijdeur aan de rechterkant, en een luxe versie met twee deuren. ISO beschuldigde Hoffmann van plagiaat en deed dat samen met BMW. BMW verkeerde in grote problemen. Het had zijn fabrieken in Eisenach en Brandenburg verloren omdat ze in de Sovjet-bezettingszone lagen en de productiekosten van de auto's lagen hoger dan de verkoopprijzen. Daarom was men bezig een licentieovereenkomst voor de Isetta te sluiten. ISO was daarvoor al eerder benaderd door Hoffmann, maar had meer interesse in een overeenkomst met het grotere merk BMW.

### Rheinisch-Westfälische Bank en de Stasi
Nog vóórdat de plagiaatkwestie voor de rechtbank werd uitgevochten, trok de Rheinisch-Westfälische Bank (RWB) een aan Hoffmann toegezegd krediet in, waardoor Hoffmann op 25 november 1954 het faillissement moest aanvragen. De schrijver Mika Hahn zocht later uit wat er zich afspeelde tussen deze bank, BMW, ISO, Messerschmitt en Hoffmann. De werknemers van Hoffmann bezetten de fabriek na het aanvragen van het faillissement. De accountant van Hoffmann, Scherfenkemp, werd uitgenodigd door het "Comité voor Solidariteit onder Arbeiders" in de DDR. Hij zou geld krijgen om de arbeiders te betalen, onder voorwaarde dat dit geheim zou blijven én dat medewerkers van het Ministerium für Staatssicherheit (Stasi) konden infiltreren in de fabriek van Hoffmann. Intussen was de rol van de RWB op zijn minst dubieus. Ernst Wilhelm Schmidt was er lid van de raad van bestuur, maar ook bevriend met Willy Messerschmitt, de directeur van Messerschmitt. Er was weinig reden voor de RWB om het krediet aan Hoffmann niet te verstrekken. Hoffmann had in 1956 nog 7,8 miljoen Duitse mark van een schuld van 12,9 miljoen afgelost en bovendien had een onderzoek van de Franse ontwerper I.A. Gregoire in opdracht van de RWB aan het licht gebracht dat de Hoffmann Autoroller een succes kon worden. Dat zou echter grote problemen voor BMW en Messerschmitt (dat immers ook een dwergauto produceerde) betekenen. In 1955 had de rechter al uitspraak gedaan in het voordeel van Hoffmann, maar door het handelen van de RWB was de voertuigproductie over. Door de contacten met oude vrienden uit het Nazi-tijdperk konden de Hoffmann-Werke toeleverancier worden van de Bundeswehr en Karmann. De fabriek aan de Breitscheiderweg 115/117 in Lintorf (gemeente Ratingen) is tegenwoordig een gemeentelijk monument.